# Castel Campagnano
Castel Campagnano és un municipi situat al territori de la província de Caserta, a la regió de Campània, (Itàlia).
Castel Campagnano limita amb els municipis d'Amorosi, Caiazzo, Dugenta, Limatola, Melizzano i Ruviano.

## Galeria

Localització de Castel Campagnano a la província de Caserta.